# Oomph!
Oomph! är ett tyskt NDH-band. Bandet bildades 1989 och inspirerade bland andra Rammstein. Låtar som "Augen auf!", "Nichts (ist kälter als deine Liebe)" och "Tausend neue Lügen" är karakteristiska för gruppens musikaliska framtoning. Låten "Augen auf!" är med i TV-spelet FIFA 2005:s soundtrack.
2007 vann de den tyska Bundesvision Song Contest med låten "Träumst Du" tillsammans med Marta Jandová.

## Medlemmar
Nuvarande medlemmar
- Der Schulz (Daniel Schulz) – sång (2023–)
- Andreas Crap (Thomas Döppner) – sologitarr, keyboard, bakgrundssång (1989–)
- Robert Flux (Rene Bachmann) – rytmgitarr, basgitarr, bakgrundssång (1989–)

Nuvarande live-medlemmar
- Okusa (Herrmann Ostfront/Patrick Lange) – slagverk (2012– )
- Martin Bode – trummor (2014– )
- Hagen Godicke – basgitarr (2002– )
- Felix – keyboard, bakgrundssång (2016– )

Tidigare live-medlemmar
- Leo (Christian Leonhardt) – trummor, slagverk (1994–2012)
- Tobi (Tobias Gloge) – basgitar, bakgrundssång (1995–2001)
- Silvestri – trummor (2012–2014)
- El Friede – keyboard (2012–2016)
- Dero Goi (Stephan Musiol) – sång, trummor, programmering, keyboard (1989–2021)

## Diskografi
Studioalbum
- 1992 – Oomph!
- 1994 – Sperm
- 1995 – Defekt
- 1996 – Wunschkind
- 1998 – Unrein
- 1999 – Plastik
- 2001 – Ego
- 2004 – Wahrheit oder Pflicht
- 2006 – GlaubeLiebeTod
- 2009 – Monster
- 2012 – Des Wahnsinns fette Beute
- 2015 – XXV
- 2019 – Ritual
- 2023 – Richter und Henker

Singlar
- 1991 – "Ich bin Du"
- 1992 – "Der neue Gott"
- 1993 – "Breathtaker"
- 1994 – "Sex"
- 1994 – "3 + 1"
- 1995 – "Ice-Coffin"
- 1998 – "Gekreuzigt"
- 1998 – "Unsere Rettung"
- 1999 – "Fieber" (med Nina Hagen)
- 1999 – "Das weisse Licht"
- 2001 – "Supernova"
- 2001 – "Niemand"
- 2004 – "Augen auf!"

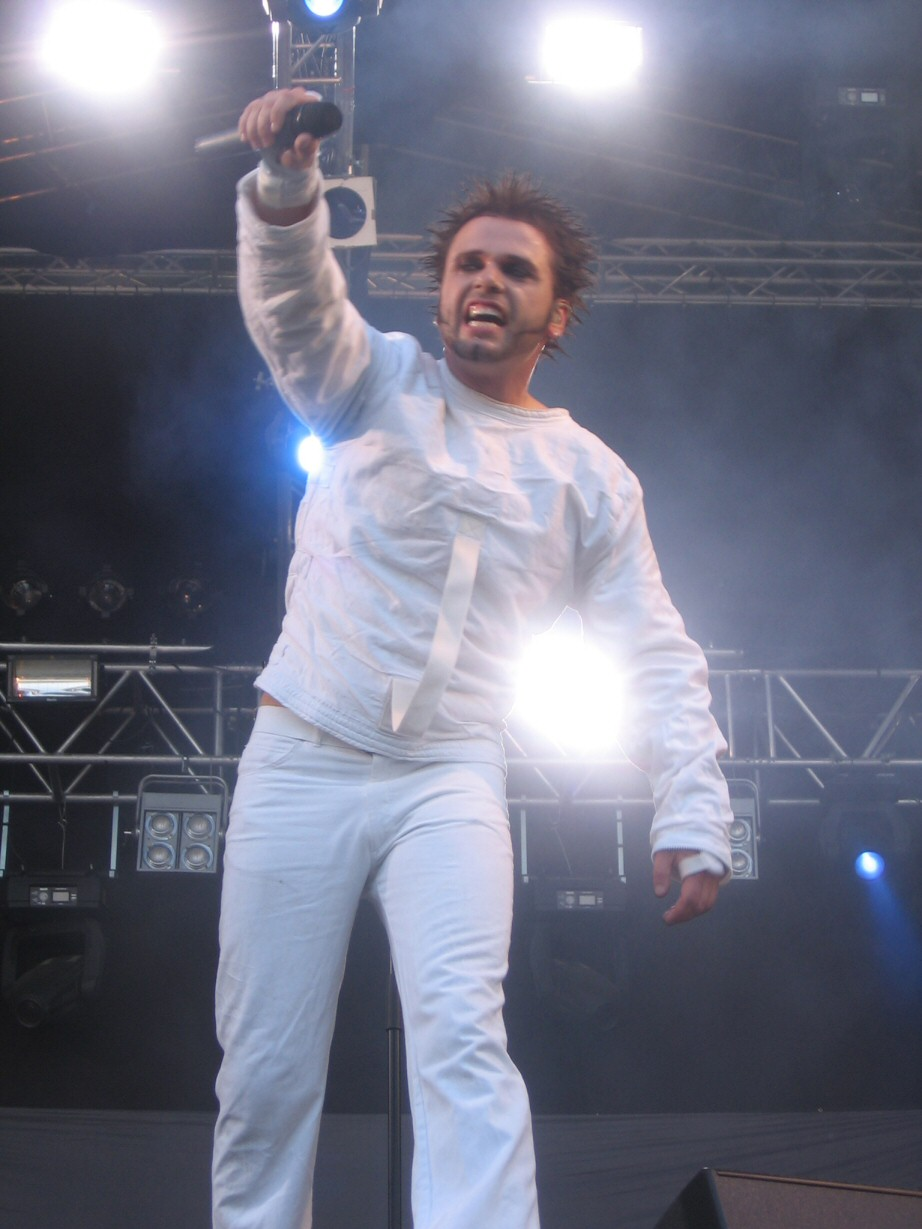
Dero Goi på Ruisrock, Finland 2006.

- 2004 – "Brennende Liebe" (med L'Âme Immortelle)
- 2004 – "Sex hat keine Macht"
- 2006 – "Gott ist ein Popstar"
- 2006 – "Das letzte Streichholz"
- 2006 – "Die Schlinge" (med Apocalyptica)
- 2006 – "Gekreuzigt 2006" + "The Power of Love" (dubbel singel)
- 2007 – "Träumst Du" (med Marta Jandová)
- 2008 – "Wach Auf!"
- 2008 – "Labyrinth"
- 2009 – "Sandmann"
- 2012 – "Zwei Schritte vor"
- 2015 – "Alles aus Liebe"
- 2018 – "Kein Liebeslied"
- 2019 – "Tausend Mann und ein Befehl"
- 2019 – "In Namen des Vaters"
- 2023 – "Wem Die Stunde Schlägt"

Samlingsalbum
- 1998 – 1991-1996: The Early Works
- 2006 – 1998-2001: Best of Virgin Years
- 2006 – Delikatessen
- 2010 – Truth or Dare